# Bakutî, Hadeaci
Bakutî (în ucraineană Бакути) este un sat în comuna Plișîveț din raionul Hadeaci, regiunea Poltava, Ucraina.

## Demografie
Componența lingvistică a localității Bakutî
     Ucraineană (98,84%)
     Rusă (1,16%)
Conform recensământului din 2001, majoritatea populației localității Bakutî era vorbitoare de ucraineană (98,84%), existând în minoritate și vorbitori de rusă (1,16%).